# Cumby
Cumby è un comune (city) degli Stati Uniti d'America della contea di Hopkins nello Stato del Texas. La popolazione era di 777 abitanti al censimento del 2010.

## Geografia fisica
Cumby è situata a 33°11′N 94°45′W (33.1816, -94.7422).
Secondo lo United States Census Bureau, la città ha una superficie totale di 2,63 km², dei quali 2,62 km² di territorio e 0,01 km² di acque interne (0,49% del totale).

## Società

### Evoluzione demografica
Secondo il censimento del 2010, la popolazione era di 777 abitanti.

### Etnie e minoranze straniere
Secondo il censimento del 2010, la composizione etnica della città era formata dal 93,56% di bianchi, lo 0,64% di afroamericani, l'1,16% di nativi americani, lo 0,13% di asiatici, lo 0% di oceanici, il 3,09% di altre razze, e l'1,42% di due o più etnie. Ispanici o latinos di qualunque razza erano il 5,66% della popolazione.